# 陈昕葳
陈昕葳（英語：Vivi Chen，2001年1月19日—），出生于台湾台北市，台灣女歌手、演員，現為乐华娱乐旗下藝人。

## 演艺经历

### 2020年
3月，以乐华娱乐練習生身份参加爱奇艺選秀節目《青春有你2》，初评级为C，主题曲为F，在主题曲录制彩排时因在台下努力练习被PD发现而升入D班，最終排名第50名。
9月，与金子涵、徐艺洋、乃万担任《这！就是灌篮》第三季的跨界领队。
11月，与同公司艺人李汶翰、黄明昊、胡春杨共同担任综艺节目《宇宙打歌中心》的MC主持人及新歌推送员，并在第三期表演开场舞《彩虹的微笑》。 

### 2021年
3月，在澳門與宇宙打歌中心成員參與《宇宙音樂之夜》。
4月13日，參加樂華內部選秀《發光的名字》，因通過《Girls Planet 999》的面試而退賽。 
5月，以乐华娱乐練習生身份参加Mnet与NCsoft共同出品《Girls Planet 999》，最終獲得第18名。
10月14日，與節目中的隊友登上韓國打歌節目M Countdown表演《Shoot!》。

### 2022年
參演網路短劇《我的二分之一男友》拍攝，擔任女配角。
3月，參加大千影業綜藝《閃亮的日子》直播，成為該節目成員。
6月，電影《開車去前任婚禮》官宣，擔任女主角。
7月，網路短劇《尚好的青春都是你》開播，擔任女主角。

## 音乐作品

### 其他單曲
| 發佈日期       | 歌曲名稱 | 合作藝人                       | 備註                   |
| -------------- | -------- | ------------------------------ | ---------------------- |
| 2020年12月20日 | 宇宙出發 | 李汶翰、黃明昊、胡春楊、沈夢辰 | 《宇宙打歌中心》主題曲 |

#### 《青春有你 (第二季)》表演曲目
| 发行时间 | 歌曲名称（歌曲说明）                                                                                  | 原唱者               |
| 2020     | 《让世界充满爱》（《青春有你 (第二季)》公益歌曲）                                                     | 华语群星             |
| 2020     | 《YES！OK！》（節目主題曲）                                                                           | 青春有你第二季訓練生 |
| 2020     | 《是秘密啊》 （初舞台，与宋昭艺、金子涵、希娅、艾依依合作）                                           | 宇宙少女             |
| 2020     | 《恋爱循环》（第一次公演舞台，取得117票，小组第二名，现场助力第34名，与赵小棠、段小薇、段艺璇等合作） | 花泽香菜             |
| 2020     | 《我怎么这么好看》（第二次公演舞台，现场助力第40名，与乃万、上官喜爱、黄欣苑、勾雪莹合作）            | 大张伟               |
| 2020     | 《有点甜》（练习室复仇歌曲，与陈珏、勾雪莹、宋昕冉等合作）                                            | 汪苏泷／BY2          |

#### 《Girls planet 999》表演曲目
| 发行时间 | 歌曲名称                   | 備註                | 原唱者                     |
| 2021     | 《O.O.O (Over&Over&Over)》 | 節目主題曲          | Girls Planet 999全體參賽者 |
| 2021     | 第一次公演 《Fiesta》      | 獲勝                | IZ*ONE                     |
| 2021     | 第二次公演《Ice Cream》    |                     | BLACKPINK&Selena Gomez     |
| 2021     | 第三次公演《Shoot!》       | 登上M countdown表演 | 原創歌曲                   |

## 影视作品

### 電視劇／網絡劇
| 播出時期 | 劇名                 | 角色       | 備註     |
| -------- | -------------------- | ---------- | -------- |
| 2022年   | 《我的二分之一男友》 | 辛萬芊     | 網絡短劇 |
| 2022年   | 《尚好的青春都是你》 | 安安       | 網絡短劇 |
| 2023年   | 《神女雜貨鋪》       | 成蘇葉     | 網絡短劇 |
| 2023年   | 《我才不要戀愛呢》   | 初霽／雷彤 | 網絡短劇 |
| 2024年   | 《永夜星河》         | 畫意       | 網絡劇   |
| 2024年   | 《歸棹》             | 陳若楠     | 網絡劇   |
| 2025年   | 《以美之名》         | 少年周静雯 |          |
| 2025年   | 《回魂計》           |            |          |
| 待播     | 《初次戀愛指南》     | 田楚       | 網絡劇   |
| 待播     | 《计时相爱》         |            | 網絡短劇 |

### 電影
| 上映年份 | 上映日期 | 電影名稱           | 角色   | 備註     |
| -------- | -------- | ------------------ | ------ | -------- |
| 2024年   | 6月21日  | 《沙漏》           | 蔣藍   |          |
| 2024年   | 8月3日   | 《我們永遠是我們》 | 司天怡 |          |
| 2024年   | 8月3日   | 《醉後一拳》       | 秦霜   | 網絡電影 |
| 待上映   |          | 《拳開熱血》       |        |          |

### 固定綜藝
| 年份   | 节目名称               | 频道／平台  | 备注                 |
| ------ | ---------------------- | ----------- | -------------------- |
| 2020年 | 《青春有你2》          | 爱奇艺      | 練習生               |
| 2020年 | 《这！就是灌篮》第三季 | 优酷        | 战队领队             |
| 2020年 | 《宇宙打歌中心》       | 优酷        | 新歌推送员（主持人） |
| 2021年 | 《Girls Planet 999》   | Mnet/NCsoft | 練習生               |

### 其他綜藝
| 年份   | 节目名称              | 频道／平台       | 备注     |
| ------ | --------------------- | ---------------- | -------- |
| 2021年 | 《追光吧 ！哥哥》     | 优酷             | 助力女神 |
| 2022年 | 《閃亮的日子》        | 騰訊視頻         | 閃亮家族 |
| 2022年 | 《閃亮的日子2》       | 騰訊視頻、芒果TV | 閃亮家族 |
| 2023年 | 《奔跑吧 (第十一季)》 | 浙江衛視         | 嘉賓     |